# 曾近义
曾近义（1920年8月—2011年2月24日），广东揭西人，中华人民共和国政治人物，中国民主同盟盟员，中国共产党党员，九三学社中央委员会常务委员，曾任第七届、第八届全国政协常务委员，广东省政协副主席。